# Чарлс Данс
Уолтър Чарлс Данс, OBE (на английски: Walter Charles Dance) е британски театрален и филмов актьор, сценарист и режисьор. Носител на Награда на Гилдията на киноактьорите и „Сателит“, номиниран е за награди „Еми“ и БАФТА. Известни филми с негово участие са „Златното дете“, „Добро утро, Вавилон“, „Пришълецът 3“, „Последният екшън герой“, „Китайска луна“, „Госфорд парк“, „Ваше височество“, „Подземен свят: Пробуждане“ и сериалът „Игра на тронове“.
Чарлс Данс е офицер на Британската империя от 2006 г. заради приноса му към драматургията.

## Биография
Чарлс Данс е роден на 10 октомври 1946 г. в Редич, Англия в семейството на Елинор и Уолтър Данс. Майка му е готвачка, а баща му е инженер. Докато следва висше образование играе в аматьорски постановки и учи неофициално актьорско майсторство от свои приятели – бивши актьори. Завършва графичен дизайн и фотография в „Плимът Арт Колидж“ в град Плимът.
През 1970 г. се жени за актрисата Джоана Хейторн (Joanna Haythorn). Чарлс и Джоана имат две деца. Двамата се развеждат през 2004 г. През 2010 г. се сгодява за британската скулпторка Елинор Буурман (Eleanor Boorman). Двамата се разделят през 2011 г., от тази връзка Чарлс Данс има дъщеря на име Роуз.

## Кариера
Чарлс Данс е член на Кралската Шекспирова трупа от средата на 70-те години и участва в множество театрални постановки в Лондон и Стратфорд на Ейвън. През 1989 и 1990 г. играе главна роля в постановката „Кориолан“, която се играе в Стратфорд на Ейвън, Нюкасъл ъпон Тайн и в лондонския театър „Барбикан“. През 2007 г. за изпълнението си в постановката „Shadowlands“ получава възторжени отзиви от критиката и награда „Critics' Circle Theatre“ в категория „най-добър актьор“.
Дебюта си на телевизионния екран прави през 1974 г. в драматичния сериал на BBC – „Отец Браун“ („Father Brown“), но пробивът му идва десет години по късно след главната му роля в сериала „Перла в короната“. Чарлс Данс участва в множество британски сериали и телевизионни филми между които „Разкази с неочакван край“ (1987), „Фантомът от Операта“ (Тв филм, 1990), „Ребека“ (Тв филм, 1997), „Randall & Hopkirk (Deceased)“ (2000), „Fingersmith“ (2005) и „Студеният дом“ (2005) по Чарлз Дикенс, за който получава номинация за награда „Еми“ в категория „най-добър актьор в минисериал или филм“.
Освен от малкия екран, Чарлс Данс е познат от много холивудки продукции между които „Неспокойно сърце“ (1985), „Златното дете“ (1986), „Добро утро, Вавилон“ (1987), „Пришълецът 3“ (1992), „Последният екшън герой“ (1993), „Китайска луна“ (1994), „Госфорд парк“ (2001, получава награда „Сателит“ и Награда на Гилдията на киноактьорите), „Ваше височество“ (2011), „Подземен свят: Пробуждане“ (2012) и други. От 2011 до 2014 г. играе ролята на Тивин Ланистър в суперпродукцията на HBO – „Игра на тронове“.
Дебюта на Чарлс Данс като сценарист и режисьор е във филма от 2004 г. „Дами в лилаво“ с участието на Джуди Денч и Маги Смит.

## Избрана филмография
- „Отец Браун“ (сериал, 1974)
- „Едуард VII“ (сериал, 1975)
- „Джеймс Бонд: Само за твоите очи“ (1981)
- „Перла в короната“ (сериал, 1984)
- „Неспокойно сърце“ (1985)
- „Златното дете“ (1986)
- „Бяла напаст“ (1987)
- „Добро утро, Вавилон“ (1987)
- „Разкази с неочакван край“ (сериал, 1987)
- „Островът на Паскали“ (1988)
- „Златното око“ (Тв филм, 1989)
- „Фантомът от Операта“ (Тв филм, 1990)
- „Пришълецът 3“ (1992)
- „Последният екшън герой“ (1993)
- „Китайска луна“ (1994)
- „Каблунак“ (1994)
- „Майкъл Колинс“ (1996)
- „Космически товар“ (1996)
- „Ребека“ (Тв филм, 1997)
- „Кървави плодове“ (1997)
- „Непозволена игра“ (1998)
- „Хилъри и Джаки“ (1998)
- „Животът и приключенията на Никълъс Никълби“ (Тв филм, 2001)
- „Тъмносин свят“ (2001)
- „Госфорд парк“ (2001)
- „Али Джи в парламента“ (2002)
- „Черно и бяло“ (2002)
- „Войната на Фойл“ (сериал, 2002)
- „Басейнът“ (2003)
- „Титаник: Раждането на една легенда“ (документален филм, 2005)
- „Студеният дом“ (сериал, 2005)
- „Сензацията“ (2006)
- „Приключенията на Мерлин“ (сериал, 2009)
- „Септември“ (сериал, 2010)
- „Айрънклад“ (2011)
- „Обитание на Дракони“ (2011)
- „Ваше височество“ (2011)
- „Игра на тронове“ (сериал, 2011 – 2014)
- „Подземен свят: Пробуждане“ (2012)
- „Среднощни деца“ (2012)
- „Ответен удар“ (сериал, 2012)
- „Джъстин и рицарите на честта“ (анимация, 2013)
- „Вий“ (2014)
- „Игра на кодове“ (2014)
- „Дракула: Неразказан“ (2014)
- „Десет малки негърчета“ (2015, сериал)
- „Виктор Франкенщайн“ (2015)
- „Гордост и предразсъдъци и зомбита“ (2016)
- „Аз преди теб“ (2016)
- „Джони Инглиш избухва отново“ (2018)